# Praški dvorac
Praški dvorac (češ. Pražský hrad) je dvorac u Pragu u kojem su češki kraljevi, rimski imperatori i predsjednici Čehoslovačke i Češke Republike imali svoje rezidencije. Tamo se čuvao krunidbeni nakit Kraljevine Bohemije. Praški dvorac jedan je od najvećih dvoraca na svijetu (prema Guinnessovoj knjizi rekorda radi se najvećem antičkom dvorcu) te je dugačak 570 m i širok 130 m.
Dvorac sadrži svaki arhitektonski stil prošlog tisućljeća. Unutar njegovih zidina smješteni su gotička katedrala Sv. Vida, romaneskna bazilika Sv. Jurja, samostan i nekoliko palača te vrtovi i obrambene kule. Veći dio dvorca otvoren je za posjetitelje. Danas se u dvorcu nalazi nekoliko muzeja, među ostalim Nacionalna galerija, zbirka Bohemijske barokne umjetnosti, stalna izložba posvećena češkoj povijesti, Muzej igračaka te galerija slika Praškog dvorca iz zbirke Rudolfa II. Shakespeareov ljetnji festival održava se u dvorištu Burgave palače.

## Vanjske poveznice
- Virtualna hod dvrocem i mapa s oznakama zanimljivosti (češ.)
- Informacije za turiste (češ.) (engl.) (njem.) (tal.) (šp.) (polj.)
- http://www.hrad.cz/en/prazsky_hrad/navsteva_hradu.shtml  Arhivirana inačica izvorne stranice od 10. veljače 2015. (Wayback Machine)
- Povijest Praškog dvorca (češ.) (engl.)